# La Délicatesse
Pour le film français de 2011 tiré du roman, voir La Délicatesse (film).
La Délicatesse est le huitième roman de l'écrivain français David Foenkinos. Il a été publié en 2009 aux éditions Gallimard.

## Synopsis
Nathalie a la vie rêvée : elle est jeune, en excellente santé, professionnellement, elle s’en sort bien, et surtout, elle file le parfait amour avec François… jusqu’au jour où ce dernier décède tragiquement, percuté par une voiture. Désespérée, Nathalie se réfugie dans son travail. Mais un jour, elle embrasse sans réfléchir Markus, un de ses collègues. Elle plaît aux plus grands séducteurs, il est maladroit et introverti, un homme atypique, loin d’être le « genre » de Nathalie, et pourtant… Une idylle inattendue va naître, et susciter bon nombre d’interrogations dans leur entourage.

## Réception critique
« Foenkinos a réussi une mission impossible : faire sourire et réfléchir avec un roman sentimental. Ses dialogues, comme les situations, sont savoureux… et délicats. »

— Le Figaro

« Une des plus belles surprises de cette rentrée littéraire [...] L'auteur réussit là comme jamais l'alchimie du grave et du léger, du drame et de l'espérance. »

— L’Express

« L’art de l'écrivain est d'attraper un bout de la vie des autres, de le faire sien et, à la suite d'une alchimie toute personnelle, d'en réaliser une succession de lignes et de pages disposées de telle façon qu'on ne parvient plus à lâcher l'ouvrage jusqu'à sa fin. Et c'est ainsi qu'on lit « la délicatesse ». »

— Le Monde

## Prix remportés
- 2010 : Prix Conversation, Prix des Dunes, Prix du 7e art, Prix Gaël Club, Prix littéraire des lycéens du Liban, Prix des Lecteurs du Télégramme, Prix Jean-Pierre Coudurier, Prix An Avel (dans le vent), Prix Harmonia[5],[6],[7].

- La délicatesse a été lue par Violette Dorange pendant sa course du Vendée Globe 2024-25

## Adaptation cinématographique
- 2011 : La Délicatesse, film français écrit et réalisé par Stéphane et David Foenkinos

## Livre AudioSolidaire
En 2012, avec la participation active de David Foenkinos, c’est La Délicatesse qui est retenue pour la troisième édition du livre Audiosolidaire organisée par l’Association Valentin Haüy : en solidarité avec les aveugles et les malvoyants, plusieurs centaines de personnes prêtent leur voix pour enregistrer un livre audio.

## Adaptation en bande dessinée
En 2016, le dessinateur et scénariste français Cyril Bonin adapte La Délicatesse en bande dessinée chez l'éditeur Futuropolis. Après la disparition tragique de François, Nathalie semble retrouver l'amour. « C’est l’histoire d’une femme qui va être surprise par un homme. Réellement surprise. » Dans cette bande dessinée, l'auteur reprend les grands traits de l'histoire de Nathalie. Avec des couleurs pastel et des traits réalistes, l'auteur explore une nouvelle facette du roman de David Foenkinos : Nathalie va réapprendre à aimer dans les bras de son collègue, Markus.